# Ommi Traki (série télévisée)
Pour les articles homonymes, voir Ommi Traki.
Ommi Traki (arabe : أمي تراكي), de son titre complet Ommi Traki, nas mlah (أمي تراكي ناس ملاح, littéralement Ommi Traki est gentille, est une série télévisée humoristique tunisienne, en arabe, diffusée à partir de 1969 sur la RTT durant le mois de ramadan. Le tournage s'effectuait au studio 10 de la maison de la RTT, et certains épisodes ont été tournés en extérieur.
Le succès de la série pousse son réalisateur Abderrazak Hammami à en faire un film. En 1973, il boucle tout en 17 jours sans trop se soucier de la spécificité cinématographique. La même année, les personnages de la série apparaissent dans le film algérien Les Vacances de l'inspecteur Tahar, tourné en Tunisie.

## Synopsis
Ommi Traki est une vieille femme, active et se mêlant de tout, qui arrange tout dans sa famille et dans son quartier. Autour d'elle se trouvent son mari Salah, qui se contente d'observer avec un air moqueur le résultat des interventions de sa femme, et son fils adoptif gâté Ali, un jeune homme qu'elle considère toujours comme un enfant.

## Distribution
- Zohra Faïza : Ommi Traki
- Salah El Mehdi : Salah, le mari d'Ommi Traki
- Mohamed Ben Ali : Ali, le fils adoptif d'Ommi Traki
- Habib Belhareth
- Saloua Mohamed
- Hassen Khalsi : Hassen, le fils d'Ommi Traki
- Dalenda Abdou
- Fatma El Bahri
- Mongia Taboubi : Mongia, la femme d'Ali
- Ezzedine Brika : Chalouah, le beau-frère d'Ali
- Abdessalem El Bech : Abdessalem, le frère d'Ommi Traki

## Générique
Pendant le générique, plusieurs acteurs de la série disent, les uns à la suite des autres, que « Ommi Traki est gentille » (nas mlah), le plus souvent sur un ton ironique, avant qu'ils ne répètent en chœur nas mlah, nas mlah, nas mlah. La musique utilisée est un extrait de la version studio de la chanson Alf Leilah Wa Leilah composée par Baligh Hamdi et sortie en février 1969.
Ce générique a connu deux versions, dont la plus récente comporte des acteurs maghrébins, témoin du succès qu'a eu la série au-delà des frontières de la Tunisie.